# 吉田カルロス
吉田 カルロス(よしだ カルロス、1987年1月28日 - )は、日本の俳優、モデル。ジャングル所属。千葉県出身。

## 人物
特技は、ギター、ヒッチハイク、カレー作り、バルーンアート。

## 出演

### テレビドラマ
- REPLAY & DESTROY（2015年、TBS）
- ディアスポリス 異邦警察（2016年、TBS）
- お前はまだグンマを知らない（2017年3月7日 - 3月28日、日本テレビ） - 大泉 役
- コードネームミラージュ（2017年4月8日 - 9月23日、テレビ東京）
- セトウツミ（2017年10月13日 - 12月23日、テレビ東京） - バルーンさん 役
- やれたかも委員会（2018年4月23日 - 6月18日、毎日放送）
- アイアングランマ2（2018年6月3日 - 7月8日、NHK BSプレミアム）
- マジで航海してます。〜Second Season〜（2018年7月30日 - 9月3日、毎日放送） - ミゲル 役
- 新しい王様（2019年1月8日〜、TBS） - カルロス 役
- スカム（2019年7月2日 - 8月26日、TBS） - カルロス 役
- 山本周五郎ドラマ さぶ（2020年1月以降、NHK BSプレミアム） - 人足 役
- 闇金ウシジマくん外伝 闇金サイハラさん（2022年12月20日、TBS）

### Webドラマ
- 紺田照の合法レシピ（2018年3月6日〜、Amazonビデオ） - チンピラ 役

### 映画
- Ramanujan（インド映画、2014年公開）
- 日々ロック（2014年11月22日公開）
- After Hours（2016年公開）
- SCOOP!（2016年10月1日公開）
- 新宿スワンII（2017年1月21日公開）
- 劇場版「お前はまだグンマを知らない」（2017年7月15日公開） - 大泉 役
- 検察側の罪人（2018年8月24日公開）
- 愛唄 -約束のナクヒト-（2019年1月25日公開）
- 愛がなんだ（2019年4月19日公開）
- 閉鎖病棟 -それぞれの朝-（2019年11月1日公開） - クロちゃん 役
- 羊とオオカミの恋と殺人（2019年11月29日公開） - アツト 役
- ファンファーレが鳴り響く（2020年10月17日公開） - 神様 役
- あの頃。（2021年2月公開）
- 東京リベンジャーズ（2021年7月9日公開）
- 土竜の唄 FINAL（2021年11月19日公開）

### 舞台
- 子供鉅人『真昼のジョージ』（東京公演：2015年8月19日 - 25日 / 大阪公演：2015年9月3日 - 7日）
- こどもはれんち『かにかにこわが』（2016年7月29日 - 31日）
- 子供鉅人『幕末スープレックス』（2016年9月17日 - 25日）
- Ka na ta のえんげき『きゅう』（2016年11月3日 - 6日）

### CM
- 大塚製薬 ポカリスエット
- Game of War「WAR ANTHEM」篇
- NTTドコモ dマガジン「マガジンアンセム」篇
- Google Play「ウイニングイレブン 2017 編」
- メルカリ「メルペイ」

### MV
- The Wisely Brothers「鉄道」（2016年）
- NONA REEVES「記憶の破片 feat. 原田郁子 (Clammbon)」（2017年）
- THE TOKYO「恋（エレジー）」（2020年）